# Ojo (Nigeria)
Ojo è una delle venti aree a governo locale (local government areas) in cui è suddiviso lo stato di Lagos, nella Repubblica Federale della Nigeria.
Conta una popolazione di 598.071 abitanti.